# Rudolf Freundlich
Rudolf Freundlich (* 9. Februar 1911 in Wien; † 21. Juni 1988 in Graz) war ein österreichischer Philosoph.

## Leben
Er besuchte das Gymnasium in Hollabrunn und studierte Philosophie, Mathematik und Physik an der Universität Wien. dort wurde er 1936 promoviert, fand jedoch keine Stelle an der Universität und wurde Beamter im Bundeskanzleramt. 1945 wurde er Assistent an der Universität Graz, wo er auch 1948 habilitiert wurde. 1960 wurde er außerordentlicher Professor an der TH Hannover, 1961 dort zum ordentlichen Professor ernannt. 1966 wurde er ordentlicher Professor an der Universität Graz.

## Veröffentlichungen (Auswahl)
- Die Frage nach dem Sinn des Lebens als philosophisches Problem. Eine systemat. Untersuchung. Dissertation Universität Wien 1936.
- Sprachtheorie. Grundbegriffe und Methoden zur Untersuchung der Sprachstruktur. Wien 1970, ISBN 3-211-80976-7.
- Einführung in die Semantik. Darmstadt 1972, ISBN 3-534-04867-9.